# Верхний Выльыб
 Верхний Выльыб  — деревня в Удорском районе Республики Коми в составе сельского поселения Глотово.

## География
Расположено на правом берегу реки Мезень на расстоянии примерно 26 км по прямой на восток от районного центра села Кослан.

## История
Известна с 1586 года как деревня Вылюбь с 8 дворами. В 1646 здесь насчитывалось 16 дворов (жилых 7), в 1678 6 двора (жилых 4), в 1859 (деревня Вылибская) 13 дворов, 95 человек, в 1918 32 и 184, в 1926 35 и 191. В 1970 году — 152 человека, в 1979 году — 124 человека, в 1989 году — 95 человек.

## Население
Постоянное население составляло 84 человека (коми 95 %) в 2002 году, 59 в 2010.